# Матијас Скелмосе
Матијас Скелмосе Јенсен (дан. Mattias Skjelmose Jensen; Копенхаген, 16. септембар 2000) дански је бициклиста који тренутно вози за  ворлд тур тим — Лидл—трек. Освојио је по једном Тур де Луксембург, Тур де Свис, Мериленд сајклинг класик, класификацију за најбољег младог возача на Вуелта а Еспањи, првенство Данске у друмској и у вожњи на хронометар и Амстел голд рејс.
Током јуниорске каријере освојио је неколико трка, а 2018. је суспендован на десет мјесеци због допинг теста који је открио трагове лијекова за побољшање перформанси који потичу из дијететских суплемената. Године 2020. прешао је у тим Леопард про сајклинг, а касније током године је прешао у Трек—сегафредо као стажер, гдје је почео професионалну каријеру 2021. и током прве сезоне је завршио УАЕ тур на шестом мјесту. Године 2022. је освојио Тур де Луксембург и возио је своју прву гранд тур трку — Ђиро д’Италију. Године 2023. возио је Тур де Франс по први пут, освојио је Тур де Свис, Мериленд сајклинг класик и првенство Данске у друмској вожњи, док је завршио на другом мјесту Флеш Валон и на деветом Лијеж—Бастоњ—Лијеж.
Године 2024. завршио је на трећем мјесту Вуелту ал Паис Баско и Тур де Свис, на четвртом мјесту Париз—Ницу и освојио је првенство Данске у вожњи на хронометар, док је у финишу сезоне возио Вуелта а Еспању по први пут, коју је завршио на петом мјесту, уз освојену класификацију за најбољег младог возача. Године 2025. освојио је Амстел голд рејс побиједивши у спринту Тадеја Погачара и Ремка Евенепула.

## Дјетињство и јуниорска каријера
Рођен је у Копенхагену, а одрастао је у Амагеру, гдје се преселио са пет година, са мајком и очухом, након што су се његови родитељи развели. Његова мајка је посједовала бар у центру Копенхагена и теретану за жене, док је његов отац био самозапослен цијелог живота, а очух је као мали био у сиротишту, док је касније постао извођач радова. Као мали је тренирао фудбал, али је био лош и хтио је да напусти, што су му родитељи дозволили уз услов да изабере други спорт. Изабрао је бициклизам, који је почео да тренира у локалном тиму Амагер сикле ринг 2012. а 2013. је возио прву трку као лиценцирани возач, која је била дуга 40 километара, гдје је отпао послије два километра али је одвезао читаву, а касније је изјавио да је то био успјех за дјечака какав је он био. Са 15 година је освојио своју прву трку, а касније је изјавио да очух није могао да вјерује у то, јер га је и даље сматрао малим дебелим дјечаком а не будућим бициклистом. Током 2015. и 2016. је повећао обим тренинга, идући преко свих препорука, тренирајући као одрасла особа, о чему је изјавио да је бицикл увијек био његова терапија и простор, да му је помогао много кад је био млађи и када му је недостајао друштвени живот. Изјавио је да је током последње године у јуниорима побјеђивао толико да је постао превише охол и арогантан, нико ништа није могао да му каже, ругао се другима и возио као тиранин, да га није било брига хоће ли сматрати да је лоша особа, јер нису могли да кажу да није најбољи. Године 2017. прешао је у тим Беркоп сиклер Карл рас, гдје је током прве сезоне завршио првенство Данске у друмској вожњи за јуниоре на другом мјесту, а био је изабран у тим за друмску трку за јуниоре на Свјетском првенству, гдје је побиједио његов сувозач Јулиус Јохансен. Године 2018. на Париз—Рубеу за јуниоре Луис Аски и Самуеле Манфреди су напали на 30 km до циља, Скјелмосе је возио у групи неко вријеме, након чега је напао у потјери за њима, али није могао да их достигне и завршио је на трећем мјесту, шест секунди иза, док је у спринту водеће двојице побиједио Аски. Мјесец дана касније, Трку мира за јуниоре завршио је на другом мјесту у генералном пласману, минут и 55 секунди иза Ремка Евенепула, који је освојио и брдску и класификацију по поенима, а крајем маја је возио Тур ди паис де Вод трку у Швајцарској, гдје је побиједио на хронометру на етапи 3б, 22 секунде испред Вилијама Леви Блумеа и преузео је лидерску мајицу. Последњу, четврту етапу, завршио је на десетом мјесту у спринту прве групе у којем је побиједио Алекс Боден и освојио је трку 24 секунде испред Леви Блумеа.
Дана 26. маја 2018. на допинг тесту који је извршен након његове побједе на хронометру на трци Тур ди паис де Вод, откривени су трагови супстанце метилхексанамин, лијека који се користи за побољшање перформанси, а који је забрањен, о чему је истакао да потиче од једног од дијететских суплемената које је узео. Након што је случај обрађен од стране Бициклистичке антидопинг фондације, Свјетска бициклистичка унија га је казнила са десет мјесеци суспензије због кршења антидопинг прописа, која је трајала од 7. јула 2018. до 6. маја 2019. У вријеме позитивног допинг теста имао је 17 година, због чега Данска бициклистичка федерација и UCI нису објавили пресуду у медијима. Селектор и спортски директор тима такође су били међу онима који су знали за суспензију, али су сви покушавали да то прикрију и лажирали су повреду кољена. Касније је изјавио да се осјећао као да је неправедно третиран и осуђен за нешто што није урадио, као и да су му многи тада окренули леђа, нису хтјели да разговарају са њим и да су причали ружно о њему. Истакао је да је током суспензије почео да сумња зашто уопште вози бицикл, да је дао себи недељу дана простора, да престане ако му се не врати жеља, али да му се она вратила послије 3-4 дана. Након што се вратио са суспензије возио је за тим ИБТ—ридли Карл рас—сидкистен, док му је договорени уговор са данским про тимом Ривал да почне професионалну каријеру пропао због позитивног допинг теста, а други тим му је тражио да потпише уговор са потенцијалним посљедицама ако се поново допингује, што је одбио, истичући да се никада није допинговао. Дана 31. маја 2019. његовог пријатеља и возача данског националног тима, Андреаса Бисков Сарба ударио је аутомобил док је возио трку у Одеру, а када му је отац јавио, он му је само послао поруку да буде јак, да ће проћи, истичући да није умио да изражава осјећања. Касније током дана је Сарбо преминуо, о чему је изјавио да је то за њега био велики шок, да му је мјесецима слао поруке преко сервиса Messenger и да је изгубио вољу за тркама, а да је на бициклу плакао током тренинга. Током 2019. возио је првенство Данске за јуниоре у вожњи на хронометар, као и првенство за возаче до 23 године и за сениоре и у друмској и у вожњи на хронометар, који је завршио на 19 мјесту, два и по минута иза Каспера Асгрена. У августу је возио класик Фјен рунт заједно са сениорима и завршио га је на трећем мјесту, 36 секунди иза Расмуса Кводеа.

## Професионална каријера

### 2020.
Године 2020. прешао је у Леопард про сајклинг, који је служио као развојни тим за ворлд тур тим Трек—сегафредо. Сезону је почео на Тур оф Анталија трци крајем фебруара, коју је завршио на 39 мјесту у генералном пласману, два минута иза Максимилијана Стедмана. Дана 15. марта, због пандемије ковида 19 је прекинута читава сезона у бициклизму, а трке су или одложене или отказане. Након што је сезона настављена, у августу је возио Чех тур, који је завршио на 40 мјесту у генералном пласману, четири и по минута иза Дамијена Хоусона, а затим је првенство Данске у друмској вожњи завршио на 34 мјесту, 46 секунди иза Асгрена.
Дана 26. августа је прешао у Трек—сегафредо као стажер, о чему је изјавио да је срећан што је добио прилику да се покаже и да може много да научи од ворлд тур возача. За тим је дебитовао на класику Трофео Матеоти у Италији, који је завршио на 29 мјесту, у групи која је дошла на циљ минут и 15 секунди иза Валерија Контија. Почетком септембра возио је Тур ди Дубс, који је завршио на 22 мјесту, у групи која је дошла 22 секунде иза Лоика Влигена, који је остварио соло побједу нападом на 300 метара до циља из мање групе. У октобру је возио Брабантсе пајл, гдје је отишао у бијег заједно са још пет возача, стекли су пет минута предности, али су достигнути на 63 km до циља, након чега је отпао и завршио је три минута иза Жилијена Алафилипа.

### 2021.
Почетком 2021. потписао је двогодишњи професионални уговор са тимом. Сезону је почео на Етоил де Бесеж трци, коју је завршио на 73 мјесту, 11 минута иза Тима Веленса. Послије трке је изјавио да је фебруар најраније што је икада почео са такмичењем и да има још доста да учи. Сезону је наставио на УАЕ туру, гдје се на првој етапи група раздвојила због вјетра, остао је у првој групи, али се она раздвојила због велике брзине у спринту и завршио је шест секунде иза прве групе гдје је Метју ван дер Пул побиједио у спринту. Хронометар на другој етапи завршио је на 41 мјесту, минут и пет секунди иза Филипа Гане, али је надокнадио вријеме испред других возача и дошао је на десето мјесто у генералном пласману, 48 секунди иза Тадеја Погачара. Трећу етапу је завршио минут и по иза Погачара, који је у спринту побиједио Адама Јејтса на успону Џебел хефет и дошао је на шесто мјесто у генералном пласману. До краја је сачувао предност испред других возача и завршио је на шестом мјесту у генералном пласману, два и по минута иза Погачара. Сезону је наставио на Вуелта а Каталуњи, гдје је био у бијегу на шестој етапи, заједно са још четири возача, али су достигнути на око 20km до циља, након чега је отпао и завршио је девет и по минута иза групе у којој је Петер Саган побиједио у спринту. Завршио је на 83 мјесту у генералном пласману, 55 минута иза Адама Јејтса. Крајем априла је возио Тур де Романди трку, коју је завршио на 15 мјесту у генералном пласману, четири и по минута иза Герента Томаса, као и на другом мјесту у класификацији за најбољег младог возача, минут и по иза Тимена Аренсмана, након чега је Критеријум ди Дофине завршио на 21 мјесту у генералном пласману, седам минута иза Ричија Порта, као и на трећем мјесту у класификацији за најбољег младог возача, иза Давида Годуа и Орелина Паре Пентреа.
Крајем јула возио је Тур де л’ен, гдје је последњу, трећу етапу, завршио на трећем мјесту, у трочланој групи која је дошла на циљ 46 секунди иза Мајкла Сторера, изгубивши у спринту од Андрее Бађиолија и трку је завршио на петом мјесту у генералном пласману, минут и 20 секунди иза Сторера, као и на другим мјесту у класификацији за најбољег младог возача, двије секунде иза Бађиолија. Сезону је наставио на Денмарк рунт трци, гдје је на трећој етапи Евенепул напао на 17 km и три круга до циља, што нико није могао да прати. Скјелмосе није могао да прати ни друге возаче и завршио је на седмом мјесту, три минута и 20 секунди иза Евенепула. Хронометар на последњој, петој етапи, завршио је на седмом мјесту, 23 секунде иза Евенепула и трку је завршио на осмом мјесту у генералном пласману, четири минута иза Евенепула. У августу је возио Тур оф Норвеј трку, коју је завршио на седмом мјесту у генералном пласману, 33 секунде иза Итана Хејтера и освојио је класификацију за најбољег младог возача, 20 секунди испред Марка Донована. Крајем августа је возио Бретање класик, гдје је Алафилип напао на успону на 60 km до циља, што су пратили његов сувозач Микел Оноре, Беноа Коснефроа и Погачар, који је отпао послије десет километара. Скјелмосе није могао да прати друге возаче који су нападали и завршио је на 41 мјесту, у групи која је дошла на циљ 53 секунде иза Коснефрое и Алафилипа. У септембру је возио Тур де Луксембург, гдје је хронометар на четвртој етапи завршио на трећем мјесту, 26 секунди иза Матије Катанеа, док је трку завршио на 38 мјесту у генералном пласману, 16 минута иза Жоаоа Алмеиде. Дана 4. октобра возио је Копа Берноки, гдје је Евенепул напао у првом кругу, на 140 km до циља и издвојила се група од шест возача, који су брзо стекли четири минута предности испред групе. Скјелмосе је возио у групи до краја, предност се само повећавала и завршио је на 50 мјесту, осам и по минута иза Евенепула који је остварио соло побједу нападом на последњем успону. Три дана касније возио је Гран Пијемонте, гдје је отишао у бијег послије 15 километара заједно са још четири возача, али су достигнути на 28 km до циља, након чега је отпао и завршио је скоро пет минута иза прве групе у којој је Метју Валс побиједио у спринту.

### 2022.
Сезону 2022. почео је на Тур де ла Провенс трци, гдје је пролог на отварању завршио на 15 мјесту, 23 секунде иза Гане. На првој етапи, група се раздвојила на 75 km до циља због јаког вјетра; у првој групи је било 27 возача, међу којима је био и Скјелмосе. Маћјеј Боднар је напао на 7,7 km до циља, а достигнут је у последња два километра када је Гана изашао на чело. Након напада у последњем километру, неки возачи су отпали, у спринту је завршио на седмом мјесту и дошао је на шесто мјесто у генералном пласману, 21 секунду иза Гане. На другој етапи, Кофидис је радећи за Брајана Кокара напао са три возача на успону на 31 km до циља, како би други спринтери отпали, али их је група достигла. На 2 km до циља је достигнут Алексис Гужар који је био у бијегу, након чега је Пјер Лук Перишон напао. Он је достигнут на 500 метара до циља, Пјер Латур је почео рано да спринта, што су одмах пратили Кокар, Алафилип и Гана, а неки возачи су отпали. Кокар је побиједио, док је Скјелмосе завршио на 13 мјесту, у истом времену и дошао је на пето мјесто у генералном пласману, са истим временом као Матео Јоргенсон, прескочивши Илана ван Вилдера. На последњој, трећој етапи, Наиро Кинтана је напао на последњем успону, на 3 km до циља, што је одмах пратио Алафилип. За њима су кренули Иван Соса и Емануел Гебрегзабијер, а Скјелмосе је остао у групи иза. Кинтана је отишао од Алафилипа, којег је затим достигао Соса, док је Гебрегзабијер отпао да би радио за Скјелмосеа и достигли су Алафилипа. Скјелмосе је затим напао на 500 метара до циља, што је пратио Јоргенсон, престигли су Сосу и завршио је етапу на другом мјесту, 37 секунди иза Кинтане, одспринтавши Јоргенсона. Трку је завршио на трећем мјесту у генералном пласману, 34 секунде иза Кинтане, уз освојену класификацију за најбољег младог возача, двије секунде испред Јоргенсона. Сезону је наставио на Тур де Алпс маритимес ет ди Вар, али је напустио прије почетка последње етапе због повреде. Крајем марта возио је Вуелта а Каталуњу, гдје је прву етапу завршио на шестом мјесту у спринту у којем је побиједио Метјуз. На другој етапи, на око 58 km до циља, неко испред њега је погријешио на кочењу на спусту, због чега је пао 3—4 метра преко зида у јаругу, али је изашао носећи бицикл и тражио да му дају други. Заједно са њим је пао и његов сувозач Антван Толхук, који није пао у јаругу, сачекао га је, возили су заједно и достигли групу, након чега је Скјелмосе у спринту завршио на десетом мјесту, а побиједио је Кејден Гроувс. До краја је губио вријеме и завршио је на 16 мјесту у генералном пласману, три минута иза Серхиа Игите. Сезону је наставио на арденским класицима, возећи Флеш Валон 20. априла, гдје је Дилан Тунс напао на 300 метара до циља на успону Мур де Иј, за њим су кренули Алехандро Валверде, Александар Власов и Алафилип, док Скјелмосе није могао да прати темпо и завршио је на 18 мјесту, 21 секунду иза Тунса. Четири дана касније возио је Лијеж—Бастоњ—Лијеж, гдје је завршио на 65 мјесту, седам и по минута иза Евенепула који је побиједио након напада на 29 km до циља на успону Коте де ла Редут.
У мају је возио своју прву гранд тур трку — Ђиро д’Италију, гдје је био лидер тима у борби за генерални пласман, заједно са Ђулиом Чиконеом, али су из тима објавили да ће ићи етапу по етапу јер вози по први пут на гранд туру и да морају да буду стрпљиви. У свом дневнику је написао да почиње највећа трка у његовој каријери до тог тренутка, да не зна како ће му тијело реаговати на напоре током три недеље и да ће бити срећан ако успјешно стигне до Вероне, гдје је био крај трке. Циљ прве етапе је био на благом успону, гдје се у спринту одвојила група од осам возача, побиједио је Ван дер Пул, док је Скјелмосе завршио на десетом мјесту, у групи која је дошла на циљ четири секунде иза водећих. Хронометар на другој етапи завршио је на 21 мјесту, 28 секунди иза Сајмона Јејтса, али је изгубио вријеме и у односу на друге возаче и пао је на 16 мјесто у генералном пласману, 40 секунди иза Ван дер Пула. Послије три етапе које су вожене у Мађарској, изјавио је да је позиционирање битна лекција коју је научио о гранд тур тркама и да су га сувозачи Едвард Тунс и Ото Вергарде спроводили кроз групу када би изгубио позиције. На четвртој етапи, чији је циљ био на успону Моунт Етна, отпао је од групе, Бауке Молема је остао са њим до циља и завршио је два и по минута иза групе, док је његов сувозач Хуан Педро Лопез из бијега преузео розе мајицу за лидера трке. Послије етапе изјавио је да се није осјећао добро и да је вјероватно имао алергијских проблема. На седмој етапи је покушао да оде у бијег, изјавивши да се осјећао јако добро, али је пао на спусту са првог успона, када се бијег формирао. На успонима је отпао од групе и завршио је 26 минута иза Куна Баувмана који је побиједио из бијега. На осмој етапи је отишао у бијег, истакавши да му то није била намјера, али да је било добро за морал. Отпао је након што је Ван дер Пул напао 46 km до циља, када се одвојила група од пет возача, након чега је отпао и од главне групе када га је достигла и завршио је скоро пет минута иза Томаса де Гента који је побиједио из бијега. На деветој етапи, чији је циљ био на успону Блокаус, остао је до краја етапе уз Чиконеа, који је отпао на 12  до циља, након чега је изјавио да разумије колико је Молема патио док је радио за њега на успону Моунт Етна. Завршили су девет и по минута иза прве групе у којој је Џај Хиндли побиједио, због чега је Чиконе пао на 22 мјесто у генералном пласману. У наставку је радио за Лопеза и завршио је на 40 мјесту у генералном пласману, два и по сата иза Хиндлија, док је Лопез завршио на десетом мјесту. Изјавио је да је научио да постоје дани кад може да се осјећа јако добро, али такође да може брзо да изгуби тај осјећај, као и да без обзира колико савршено све припремио, неке ствари су ван контроле возача.
Дана 14. јуна возио је Мон Ванту денивеле челенџ, који је завршио на 15 мјесту, пет минута и 25 секунди иза Рубена Гереира, а два дана касније стартовао је Ла руте д’Окитаније трку, гдје су послије двије равне етапе, на трећој вожени успони. Током етапе се издвојила група од 12 возача, из које су напали Мајкл Вудс и Карлос Родригез на успону на 20 km до циља, што је у почетку пратио Кинтана али је брзо отпао. Из групе иза је напао Валверде, што је пратио само Хесус Ерада и одвојили су се од осталих. Скјелмосе је напао пред циљ и завршио је на петом мјесту, минут и 34 секунде иза Вудса, као и секунду испред четворочлане групе у којој је био и дошао је на пето мјесто у генералном пласману. Последња етапа је вожена по равном, завршио је у групи и трку је завршио на петом мјесту у генералном пласману, минут и 44 секунде иза Вудса. Сезону је наставио на првенству Данске, гдје је хронометар завршио на трећем мјесту, седам секунди иза Матијаса Норсгора, као и мање од секунде иза Магнуса Корт Нилсена, а друмску трку је завршио на осмом мјесту, у групи која је дошла на циљ минут иза његовог сувозача из Трек—сегафреда Александера Кампа. Дана 23. јула стартовао је Тур де Валони трку, гдје је циљ прве етапе био на успону Мур де Иј, на којем је циљ Флеш Валона. На 200 метара до циља је Алафилип напао и побиједио је секунду испред Алекса Аранбуруа и Роберта Станарда, док је Скјелмосе завршио на четвртом мјесту, пет секунди иза. На другој етапи, на око 50 km до циља је дошло до пада у групи, након чега су возачи почели да нападају и издвојила се група од око 20 возача који су достигли бјегунце. Они су повећавали предност након што Судал—Квик-степ није имао довољно возача да ради за Алафилипа. У финишу је Ојер Лазкано напао и побиједио је, док је Скјелмосе завршио на петом мјесту, у групи која је дошла на циљ 11 секунди иза, као и преко осам минута испред главне групе и дошао је на друго мјесто у генералном пласману, седам секунди иза Станарда. На трећој етапи се група раздвојила у спринту, завршио је у другој групи, четири секунде иза водећих и пао је на треће мјесто у генералном пласману, двије секунде иза другопласираног Влигена. Последњу, седму етапу, завршио је на седмом мјесту у спринту и трку је завршио на трећем мјесту у генералном пласману, 12 секунди иза Станарда који је другим мјестом на последњој етапи узео шест секунди бонификације, као и двије секунде иза Влигена, уз освојену класификацију за најбољег младог возача. Станард је 2024. кажњен ретроактивно са четири године суспензије због необјашњивих абнормалности у биолошком пасошу током 2018. због чега су му поништени сви резултати од августа 2018. до августа 2022. и Скјелмосеу је припало друго мјесто. Три дана касније возио је Класика де Сан Себастијан, гдје је Евенепул напао на 46  до циља, на почетку успона Ерлаиц, што је пратио само Сајмон Јејтс, а затим је и он отпао на 2 km до врха успона. Скјелмосе је завршио на осмом мјесту, у групи која је дошла на циљ четири минута иза Евенепула.
Почетком августа је возио Тур де л’Ен, гдје је на другој етапи напао при врху успона Кол де Порте, што је пратило неколико возача, али их је достигло још на спусту. Гијом Мартен је напао у финишу, Скјелмосе је кренуо за њим заједно са још пет возача, али нису могли да га достигну и завршио је на другом мјесту, одспринтавши групу која је дошла на циљ двије секунде иза Мартена, а захваљујући секундама бонификације дошао је на друго мјесто у генералном пласману. На последњој, трећој етапи, Антонио Педреро је био у бијегу заједно са Алафилипом и Силваном Моникјеом, а затим отишао од њих на успону на 30  до циља. У последњих пет километара је био виртуелни лидер трке, због чега је Скјелмосе излазио на чело групе да помогне да се снањи његова предност. У финишу су Џорџ Бенет и Хари Свејни напали, док је Скјелмосе остао у иза и завршио је на четвртом мјесту, одспринтавши групу која је дошла на циљ минут и по иза Педрера, а након што није могао да освоји секунде бонификације завршио је на другом мјесту у генералном пласману, шест секунди иза Мартена, уз освојене класификације по поенима и за најбољег младог возача. Послије трке продужио је уговор са тимом до краја 2024. Сезону је наставио на Денмарк рунт трци, гдје је хронометар на другој етапи завршио на другом мјесту, три секунде иза Магнуса Шефилда. На трећој етапи је Лапорт предводио Олава Која за спринт, а затим наставио и сам да спринта и завршио је на другом мјесту, иза Која, а захваљујући секундама бонификације претекао је Скјелмосеа на другом мјесту у генералном пласману. На последњој, петој етапи, Шефилд је напао на последњем успону, што је пратио Лапорт, а затим су за њима кренули Скјелмосе, Краг Андерсен, Мауро Шмит и Хонатан Нарваез и достигли су их. У спринту је завршио на трећем мјесту, иза Лапорта и Шефилда и трку је завршио на трећем мјесту у генералном пласману, девет секунди иза Лапорта и пет секунди иза Шефилда. Послије трке је изјавио да је разочаран, јер сматра да није довољно добро да буде трећи када се цијели тим жртвује за њега. Преко десет пута је завршио у првих десет у току сезоне, о чему је такође изјавио да је фрустриран и да би то радо мијењао за једну побједу. Четири дана касније стартовао је Дојчланд тур, гдје је пролог на отварању завршио на 17 мјесту, осам секунди иза Гане. На трећој етапи, чији је циљ био на успону дугом 11,7 km, Адам Јејтс је напао на 6,4  до циља, што нико није пратио. У финишу су напали и други возачи, што није могао да прати и завршио је на седмом мјесту, 33 секунде иза Адама Јејтса. На последњој, четвртој етапи, пао је на спусту и морао је да напусти трку. Изјавио је да није хтио да му се сезона заврши на ивичњаку у Штутгарту, јер је тим морао да путује три сата до Франкфурта, због чега је хтио да избјегне одлазак у болницу и зашио га је тимски доктор у аутобусу. Након што се опоравио, возио је Тур де Луксембург, гдје је другу етапу завршио на петом мјесту у спринту у којем је побиједио Матео Трентин. На хронометру на четвртој етапи побиједио је три секунде испред Кевина Вокелена, чиме је остварио прву побједу у каријери и преузео је лидерску мајицу. На последњој, петој етапи, Валентен Мадуа је напао на 1,3 km до циља након што је достигнут Феликс Гал који је био у бијегу, што су пратили Скјелмосе, Вокелен и Александер Женије и дошли су заједно на циљ. Скјелмосе је почео да спринта први, на 250 метара до циља, али је завршио на другом мјесту након што га је Мадуа обишао и освојио је трку пет секунди испред Вокелена. То му је била прва трка коју је освојио у каријери, након чега је изјавио да је пресрећан, да је још увијек млад и да има времена да се развија. Дана 25. септембра возио је друмску трку на Свјетском првенству, гдје су француски возачи напали на 215 km до циља и одвојила се група од 24 возача, међу којима су били Погачар и Ваут ван Арт. Стекли су преко минут предности, али су достигнути послије 35 километара. Квентин Паше је напао на 75 km до циља и одвојила се група од око 30 возача, а након нових напада издвојила се група од 16 возача. Евенепул је напао на 32 km до циља, што је пратио само Алексеј Луценко, док су се остали гледали међусобно, а затим су за њима кренули Скјелмосе, Шмит, Лоренцо Рота и Паскал Енкхорн. Евенепул је отишао од Луценка на 25 km до циља, којег је затим достигла група у којој је био Скјелмосе у последњих пет километара. У последњем километру су успорили, Јан Тратник је предводио групу која их је достигла у последњих 300 метара и завршио је на десетом мјесту, у групи која је дошла на циљ два минута и 20 секунди иза Евенепула, а коју је одспринтао Лапорт испред Метјуза. Почетком октобра је возио Ђиро ди Ломбардију по први пут, али је морао да је напусти због пада, након чега је завршио сезону.

### 2023.
Сезону 2023. почео је на Етоил де Бесеж трци, гдје се на првој етапи група раздвојила у спринту и завршио је на шестом мјесту, пет секунди иза Де Лија који је побиједио у спринту прве тројице возача. На четвртој етапи, група се раздвојила због вјетра на око 40 km до циља, приликом чега је био у првој групи заједно са Педерсеном, Скујиншом и Јакопом Моском и стекли су минут предности до последњег успона Ле Мон буке. Нилсон Паулес је напао на секцији од 9% нагиба, што је одмах пратио Скјелмосе, а затим су их достигли Павел Сиваков, Латур и Арно де Ли. На 3 km до циља је Паулес поново напао, што нико није пратио, а Де Ли је отпао од остале тројице возача. Паулес је стекао десет секунди предности, након чега је Скјелмосе напао и достигао га. Возили су заједно до циља, а у спринту је побиједио Скјелмосе, остваривши трећу побједу у каријери, чиме је такође преузео лидерску мајицу, четири секунде испред Паулеса. Хронометар на последњој, петој етапи, завршио је на деветом мјесту, 26 секунди иза Педерсена, али и пет секунди иза Паулеса и трку је завршио на другом мјесту у генералном пласману, секунду иза Паулеса, уз освојену класификацију за најбољег младог возача. Послије етапе изјавио је да је разочаран што је изгубио трку за секунду и што није могао да заврши посао који су његови сувозачи започели на претходној етапи, али да се нада да ће моћи да им се одужи други пут. Сезону је наставио на Тур де Алпс маритимес ет ди Вар, гдје је прву етапу завршио у групи која је дошла на циљ 25 секунди иза Кевина Вокелена, који је остварио соло побједу након што се заједно са још возача одвојио од групе на 12 km до циља. На другој етапи, Матју Биргодо који је био у бијегу је достигнут на 7 km до циља, након чега је напао Тибо Пино, али је достигнут. У последња три километра су напали Вокелен и Году, који су достигнути на 500 метара до циља, након чега је Паулес изашао на чело за спринт, Скјелмосе је био на трећој позицији, прошао је по лијевој страни, почео да спринта први и побиједио је испред Паулеса и Вокелена, чиме је остварио другу побједу у сезони и дошао је на пето мјесто у генералном пласману. На последњој, трећој етапи, Орелин Паре Пентре је напао на последњем успону, за њим је кренула група од десет возача, али нису могли да га достигну. Скјелмосе је одспринтао групу која је дошла на циљ пет секунди иза Паре Пентреа, чиме је етапу завршио на другом мјесту, а трку је завршио на петом мјесту у генералном пласману, 26 секунди иза Вокелена, уз освојену класификацију по поенима. Дана 25. фебруара возио је Фон Ардеше класик, гдје је тим Судал—Квик-степ радио на темпо када су бјегунци достигнути. Алафилип је напао на успону на 30  до циља, што је пратио само Году и на спусту су брзо направили предност. Скјелмосе је остао у групи иза, одакле је напао у финишу, што је пратио само Виктор Лафај, дошли су на циљ 30 секунди иза Алафилипа и Годуа, побиједио је у спринту и завршио је на трећем мјесту. Дан касније возио је Фон Дром класик, гдје се група раздвојила на око 100 km до циља и у првој групи је остало 35 возача. Алафилип је напао на успону на 41 km до циља, што су пратили Руи Коста и Мартен, али су их остали достигли. Ентони Перез је напао на 40 km до циља и брзо је стекао предност. Иза се издвојила група од седам возача, док је Скјелмосе остао у другој групи, а Перез је стекао минут и по предности пред два последња успона. На успону Мур д’Алекс је напао Бађиоли, што су пратили Коста, Году и Квин Симонс, док је Скјелмосе напао из групе иза, достигао неке возаче и завршио је на шестом мјесту, минут и по иза Переза.
Почетком марта је возио Париз—Ницу, гдје је тим Трек—сегафредо екипни хронометар на трећој етапи завршио на осмом мјесту, 45 секунди иза тима Јумбо—визма. На четвртој етапи, Јонас Вингегор је напао на 4,2 km до циља, што је пратио само Погачар. Њих двојица су успорили јер нису хтјели да раде заједно, након чега их је достигао Году и отишао од њих. Скјелмосе је отпао од групе у којој су били Јоргенсон, Сајмон Јејтс, Данијел Мартинез, Барде и Јон Изагире и завршио је на 14 мјесту, минут и 20 секунди иза Погачара, који је нападом у финишу остварио побједу. На седмој етапи је учествовао у паду и напустио је трку заједно са Педерсеном. Након што се опоравио од повреде, почетком априла је возио Гран при Мигел Индураин класик, гдје је Јон Изагире напао заједно са Серхио Игитом на 10 km до циља, док је Скјелмосе остао у групи иза, одакле је напао на последњем успону, што нико није пратио и завршио је на трећем мјесту, 13 секунди иза Изагиреа. Два дана касније стартовао је Вуелту ал Паис Баско. На трећој етапи, пробушила му се гума на 9 km до циља, Молема му је дао свој бицикл, који му није одговарао , али је успио да се врати у групу. Вингегор је напао на последњем успону, што нико није пратио, Микел Ланда и Енрик Мас, су кренули за њим, а затим је из групе напао Изагире, што је пратио Году, док је на 200 метара до циља напао Скјелмосе и завршио је на шестом мјесту, десет секунди иза Вингегора, а након што је надокнадио вријеме у односу на друге возаче дошао је на седмо мјесто у генералном пласману, 22 секунде иза Вингегора и преузео је мајицу за лидера класификације за најбољег младог возача. На четвртој етапи, Вингегор је напао на последњем успону, што је пратио само Ланда и стекли су 30 секунди предности. Скјелмосе је остао у групи, која је смањила заостатак јер Ланда није мијењао Вингегора, али нису могли да их достигну. Вингегор је побиједио у спринту, док је Скјелмосе завршио на десетом мјесту, у групи која је завршила двије секунде иза. На петој етапи је узео двије секунде бонификације на пролазном циљу, а затим се група раздвојила на 10,9 km до циља, на првом од три кратка и стрма успона, када је тим Инеос гренадирс радио на челу и у првој групи су остала 22 возача. Група је дошла заједно на циљ, у спринту је завршио на трећем мјесту, иза Игите и Бађиолија, а захваљујући секундама бонификације дошао је на треће мјесто у генералном пласману, са истим временом као Году, 32 секунде иза Вингегора. На последњој, шестој етапи, Вингегор је напао на претпоследњем успону, на 30 km до циља, што је у почетку пратио само Мас, али је и он отпао када су достигли Стивена Кројсвајка који је био у бијегу, а затим радио за Вингегора неко вријеме. Скјелмосе није могао да прати темпо групе иза и отпао је од ње, а затим га је престигла још једна група од четири возача и завршио је на 14 мјесту, четири минута иза Вингегора, док је трку завршио на 17 мјесту у генералном пласману, четири минута и 40 секунди иза Вингегора.
Сезону је наставио на арденским класицима, возећи Амстел голд рејс 16. априла, гдје је на 90 km до циља Погачар напао и одвојила се група од 11 возача у којој је био и Скјелмосе, а која је стекла предност од 45 секунди прије него што је главна група смањила на 20 секунди. У последњих 50 километара, Погачар је напао на успону Ејсербосвег, што је пратио само Пидкок, а затим их је достигао Бен Хили, док су их Алексеј Луценко и Андреас Крон достигли по равном, али су отпали на следећем успону. Скјелмосе је возио у групи, која је дошла на циљ преко три минута иза Погачара и завршио је на осмом мјесту, изгубивши у спринту од Бађиолија и Максима ван Гилса. Два дана касније возио је Флеш Валон, гдје је Погачар напао на 250 метара до циља, на успону Мур де Иј, што су пратили Скјелмосе и Ланда. Није могао да достигне Погачара, али је успио да задржи предност испред Ланде и завршио је на другом мјесту, са истим временом као Погачар. Дана 23. априла возио је Лијеж—Бастоњ—Лијеж, гдје је Евенепул напао на успону Коте де ла Редут, што није пратио нико, али га је Пидкок достигао на спусту, а затим је отпао након што је Евенепул напао на мањем успону Коте де Форж на 30 km до циља. Скјелмосе и Чиконе су напали из групе и достигли Пидкока, а затим их је достигло још возача. Хили је напао на успону Коте де ла Рош о Фокон у последњих 10 километара, што је пратио Сантијаго Буитраго, а након успона их је достигао Пидкок и стекли су 20 секунди испред групе. У финишу су нападали и други возачи, Скјелмосе је остао да вози у мањој групи и завршио је на деветом мјесту, скоро два минута иза Евенепула. Сезону је наставио у јуну, на Тур де Свис трци, гдје је хронометар на отварању завршио на шестом мјесту, 19 секунди иза Кинга. На трећој етапи, Евенепул је напао на 6,4  до циља, што су пратили Скјелмосе и Гал, а након што је група од пет возача смањила њихову предност, Гал је напао на 2,6 km до циља, што у почетку нико није пратио, а затим је Скјелмосе кренуо за њим и достигао га. Радили су заједно и повећали предност испред групе која је достигла Евенепула, а на 500 метара до циља је напао и побиједио је три секунде испред Гала, чиме је преузео лидерску мајицу, 17 секунди испред Евенепула. То му је била прва побједа у оквиру ворлд тура, а послије етапе изјавио је да је за некога као што је он велика ствар побиједити Евенепула, без обзира у каквој је форми. На четвртој етапи, Микел Шерел је радио на темпо за Гала и одвојили су се од групе на 20,5 km до циља, након чега је Гал наставио да вози сам. Евенепул је отпадао од групе више пута, али се враћао, а затим је напао у последњих 500 метара. Скјелмосе је кренуо за њим, али није могао да га достигне и завршио је на трећем мјесту, минут и три секунде иза Гала, као и секунду иза Евенепула и пао је на друго мјесто у генералном пласману, двије секунде иза Гала. Послије етапе је изјавио да је њихов план био да изгуби лидерску мајицу са минималним губитком времена од возача кога може да побиједи на хронометру. На петој етапи, Гал је напао на 15,6 km до циља, након што су се склонили његови сувозачи са чела групе, што је пратило неколико возача. На 13,8 km до циља, Ајусо је напао, што није нико пратио. Билбао, Гал и Вилко Келдерман су радили у првој групи пратилаца, док је Скјелмосе био у групи иза, али су се групе спојиле на спусту до циља. У финишу је Гал отпао, Скјелмосе је у спринту побиједио Билбаоа и завршио је на другом мјесту, 54 секунде иза Ајуса, као и четири секунде испред Гала и преузео је лидерску мајицу осам секунди испред Гала и 18 секунди испред Ајуса. Током етапе је Ђино Медер пао на спусту, а јутро прије почетка шесте етапе преминуо је у болници, због чега је на шестој етапи вожено само последњих 20 километара руте како би му се одала почаст. На седмој етапи се вријеме за генерални пласман рачунало на 25 km до циља, до кад је група била заједно, а на 17,5 km до циља Евенепул је напао и остварио соло побједу, док је Скјелмосе завршио у групи. На хронометру на последњој, осмој етапи, заостајао је преко 20 секунди иза Евенепула на првом пролазном мјерењу, али је на успону надокнадио вријеме и завршио је на трећем мјесту, девет секунди иза Ајуса, као и секунду иза Евенепула и освојио је трку девет секунди испред Ајуса. Послије трке изјавио је да побједа за њега велики напредак и први корак на великој сцени. Крајем јуна возио је национално првенство, гдје је хронометар завршио на другом мјесту, 28 секунди иза Асгрена. Три дана касније возио је друмску трку, гдје је напао на успону и остварио соло побједу, 56 секунди испред четворочлане групе, чиме је освојио првенство Данске по први пут у каријери.
У јулу је возио Тур де Франс по први пут, гдје је био лидер тима за генерални пласман, а возили су још Педерсен и Чиконе у борби за етапне побједе. Прије почетка Тура, тим је из спонзорских разлога промијенио назив у Лидл—трек, а возачи су нове дресове представили у Билбаоу, гдје је возио електрични бицикл са Педерсеном. Након освајања Тур де Свиса, стављен је на списак потенцијалних фаворита за генерални пласман и класификацију за најбољег младог возача. На првој етапи, која је вожена у Билбаоу, Адам и Сајмон Јејтс су напали на спусту са посљедњег успона Коте де Пике и направили су предност испред групе у којој је остало 12 возача, у којој је био Скјелмосе. Адам Јејтс је побиједио нападом у финишу, док је Скјелмосе завршио на осмом мјесту, у групи која је дошла на циљ 12 секунди иза. На другој етапи је Пидкок напао на 3  до циља, што је одмах пратио Ван Арт, а затим је напао Скјелмосе, што је поново пратио Ван Арт, а затим и остали возачи из групе. Виктор Лафај је напао на уласку у последњи километар, што није нико одмах пратио, Келдерман је радио на челу групе, али нису могли да га достигну и Лафај је побиједио, док је Скјелмосе завршио на шестом мјесту у спринту, али је деградиран на 23 мјесто, последње у групи у којој је био, због промјене линије спринта. Послије етапе, Ленс Армстронг је изјавио да док сви причају о Погачару и Вингегору, Скјелмосе би могао да буде онај трећи, да се већ полако приближава врху. На петој етапи је 36 возача отишло у бијег, међу којима је био Чиконе, као и неки од фаворита за генерални пласман, али је група достигла већину на успону Кол де Мари Бланк. Вингегор је напао на 1,5 km до врха успона, што није нико пратио, Скјелмосе је наставио да вози у десеточланој групи, у којој је Адам Јејтс радио на темпо, а затим је побиједио у спринту на циљу и завршио је на шестом мјесту, минут и 40 секунди иза Хиндлија, али је дошао на осмо мјесто у генералном пласману, након што је Мајкл Вудс изгубио вријеме. На шестој етапи је вожен Кол ди Турмале, док је циљ био на успону прве категорије Котерет Камбаск, дугом 16 km. При врху Кол ди Турмалеа Вингегор је напао, што је пратио само Погачар, док је Скјелмосе отпао и од групе иза и завршио је скоро осам минута иза Погачара, због чега је пао на 23 мјесто у генералном пласману. На деветој етапи, чији је циљ био на успону екстра категорије Пиј де Дом, који је вожен први пут након 35 година и трке 1988. завршио је 29 минута иза Вудса који је побиједио из бијега и испао је из борбе за генерални пласман. Након првог дана одмора, пред почетак десете етапе, у интервјуу за данске медије је изјавио да ће Ван Арт напустити Тур одмах, што је Ван Арт демантовао након етапе, а Скјелмосе се затим извинио изјавивши да је рекао нешто о чему није размишљао. На десетој етапи се одвојило седам возача на почетку, након чега је напао Барде, што је пратило још возача, међу којима су били Вингегор и Погачар, због чега је група возила јако на темпо и смањивали су њихову предност, након чега су Погачар и Вингегор одлучили да успоре како би се се оформио бијег. На другом успону је Ван Арт напао из групе, што је пратило још возача и бјегунци су достигнути. Издвојила се нова група од четири возача, која је такође достигнута до врха успона, а на спусту су напали Алафилип и Ваут Пулс, али су такође достигнути. Послије 60 километара, на пролазном циљу се издвојила група од седам возача, међу којима је био Скјелмосе, након чега је О Конор напао из главне групе, што је пратио Алафилип, а затим још возача. Асгрен је отпао из прве групе како би помогао Алафилипу да је достигне и групе су се спојиле на 86 km до циља. Нејландс је напао при врху последњег успона, што нико није пратио, за њим су кренули Билбао, Естебан Чавез, Џорџ Цимерман, О Конор и Антонио Педреро, док је Скјелмосе иза њих возио заједно са Алафилипом, Квјатковским и Баргијем. Имали су 50 секунди заостатка иза Нејландса на 20 km до циља, као и 30 секунди иза групе од пет возача, али су смањили заостатак и у последњих пет километара су заостајали 25 секунди иза водећих који су достигли Нејландса. До краја нису могли да их достигну, у финишу је напао и завршио је заједно са Квјатковским, 27 секунди иза Билбаоа који је побиједио у спринту. На етапи 15, послије неколико неуспјешних напада, Нилс Полит је стекао предност испред групе на некатегорисаном успону, а за њим су кренули Алафилип и Алексеј Луценко, који су га достигли и отишли од њега, док су из групе напали Ван Арт, Скјелмосе и Ланда. Група је заостајала десет секунди, због чега је нападало још возача и у бијег је отишла група од 36 возача, која је била иза Алафилипа и Луценка, а повећали су предност испред главне групе на 40 секунди. Након пада који се десио, главна група је успорила и бјегунци су стекли четири минута предности током десет километара. Алафилип и Луценко су на првом успону имали 40 секунди испред прве групе пратилаца, као и осам минута испред главне групе, али су послије успона успорили и остали возачи су их достигли на 85 km до циља. На 75 km до циља је напао Марко Халер и стекао је скоро минут предности до почетка успона Кол де ла кроа фри, након чега је напао Руи Коста, а затим су нападали и остали возачи. Коста је достигао Халера и отишао од њега, а стекао је 45 секунди испред прве групе пратилаца у којој је Скјелмосе радио за Чиконеа и достигли су Халера, а затим и Косту. Марк Солер је напао на успону на 49 km до циља, а касније су га достигли Ван Арт, Кристс Нејландс и Пулс, док је Скјелмосе остао у групи иза са Чиконеом. Њихов заостатак се повећао на три минута, након чега је на последњем успону напао Барги, што је пратио Чиконе, док Скјелмосе није пратио нападе других возача и завршио је на осмом мјесту, скоро четири минута иза Пулса. Хронометар на етапи 16 завршио је на осмом мјесту, три минута и 20 секунди иза Вингегора. На етапи 17 је напало пет возача на почетку, а затим их је достигло још возача, међу којима је био Сајмон Јејтс, који је био на осмом мјесту у генералном пласману и главна група је возила јако на темпо како би их достигли. Након што је већина бјегунаца достигнута, напали су Алафилип, Чиконе и Нејландс, а на спусту са првог успона их је достигла група од шест возача, у којој је био и Скјелмосе. Њих су затим достигли Тибо Пино и Ригоберто Уран, након чега су из групе напали Тиш Бенот, Келдерман, Мајка и Солер, што је пратило још возача, стигли су водеће и у бијег су отишла 34 возача. При врху другог успона је радио за Чиконеа, а затим прешао други преко успона како би остали возачи узели мање поена за брдску класификацију. На почетку успона екстра категорије Кол де ла Лоз, отпао је заједно са Чиконеом када је Аг2Р радио на чело и завршио је 27 минута иза Гала. На етапи 20, Виктор Кампенартс и Јаспер де Бојст су напали први и стекли су малу предност испред групе, али је Де Бојст отпао на првом успону, када су поново кренули напади. Кампенартс је достигнут током успона, а на 150 метара до врха Чиконе је напао са сувозачима како би узели бодове за брдску класификацију; Чиконе је прешао први преко успона, Скјелмосе други а Педерсен трећи и Чиконе је повећао предност на 11 бодова испред Гала. На спусту је Алафилип напао и одвојила се група од 16 возача међу којима је био Скјелмосе, као и Вингегор. Возачи у нападу нису хтјели да Вингегор буде са њима јер ће их остали тимови јурити, што му је Чиконе рекао, након чега је Вингегор успорио и бијег се подијелио на двије групе. Возачи из главне групе су нападали у покушају да их достигну на другом успону, преко којег је Чиконе прешао први, а Скјелмосе други. При врху успона је из главне групе напао Пино са два сувозача и достигли су водеће, а затим су их достигла још три возача. На успону Пети балон је Пино напао, што је пратило неколико возача, а Скјелмосе је отпао, након чега је отпао и од главне групе када га је достигла и завршио је 20 минута иза Погачара. Последња етапа је била спринтерска и Тур је завршио на 29 мјесту, два сата и 15 минута иза Вингегора, као и на петом мјесту у класификацији за најбољег младог возача.
Дана 6. августа возио је друмску трку на Свјетском првенству, које је прекинуто на 192 km до циља због протеста, а настављено је послије 50 минута. На 134 km до циља је напао Алафилип, а након што је достигнут напали су Скјелмосе, Лоренцо Рота и Тобијас Халанд Јоханесен. Стекли су 20 секунди предности, након чега је Паулес напао на 120 km до циља, што је пратило још возача и достигли су их, а затим их је достигла група. Возачи из Италије су напали на 92 km до циља и одвојила се група од 32 возача, одакле је Ван дер Пул напао на 78 km до циља, што је прво пратио Ван Арт, а затим Бетиол, Погачар и Педерсен и достигли су Метјуа Динама који је био у бијегу, а затим и Кевина Вермеркеа. Група их је достигла, након чега су Натан ван Хојдонк и Скјелмосе радили на челу и група се раздвојила, а на 55 km до циља је Бетиол напао, што нико није одмах пратио и стекао је предност од 40 секунди. Стојвен и Бенот су радили на челу групе за Белгију, а након што су отпали, Ван Арт је напао, што су пратили само Ван дер Пул, Погачар и Педерсен. Скјелмосе није могао да прати ни друге возаче и завршио је на 14 мјесту, шест минута и 20 секунди иза Ван дер Пула који је остварио соло побједу. Четири дана касније возио је локалну трку Хадстен Гаделеб, коју је завршио на другом мјесту, одспринтавши Магнуса Бак Клариса, након што су дошли на циљ секунду иза Педерсена. Сезону је наставио на Денмарк рунт трци, гдје је другу етапу завршио на шестом мјесту у спринту, радећи за Педерсена. На трећој етапи, Педерсен је напао на 55 km до циља, што је одмах пратио лидер трке Серен Вереншол, који је наставио да прати сваки напад Педерсена и Скјелмосеа и издвојила се мања група на челу. Педерсен је поново напао на последњем успону, на 10  до циља, што није нико пратио, а затим је из групе напао Скјелмосе на 7 km до циља, достигао Педерсена и заједно су направили 30 секунди предности. У финишу је Педерсен отпао, Скјелмосе је возио сам до циља и побиједио је десет секунди испред Педерсена, чиме је такође преузео лидерску мајицу. На четвртој етапи је радио за Педерсена, који је завршио на другом мјесту у спринту, иза Фабија Јакобсена, а након што је Педерсен узео шест секунди бонификације за друго мјесто, Скјелмосе је имао четири секунде предности пред хронометар. Последњи пут кад су возили хронометар заједно прије Денмарк рунта, Скјелмосе је био десет секунди бржи од Педерсена. На последњој, петој етапи, вожен је хронометар дуг 16,1 km, који је возио у обичном тимском дресу умјесто у мајици лидера, јер му се поломио рајсфершлус при крају загријавања. Већ на другом пролазном мјерењу је заостајао 33 секунде, до краја се разлика повећала и етапу је завршио на петом мјесту, 45 секунди иза Педерсена, док је трку завршио на другом мјесту у генералном пласману, 41 секунду иза Педерсена. Послије трке изјавио је да би волио да је освојио, али да је најбољи начин да изгуби тај да буде иза Педерсена. Истакао је да би волио да буде као Педерсен кад одрасте и да освоји трку једног дана. Дана 3. септембра возио је Мериленд сајклинг класик, гдје је напао на 110 km до циља и издвојила се група од 35 возача, а након што је неколико тимова радило на темпо, неки возачи су отпадали па се враћали и на челу је било око 25 возача. Скјелмосе је напао на 50 km до циља, на почетку првог од четири круга у Балтимору и издвојила се група од шест возача. Његов сувозач Томс Скујинш је напао на 28 km до циља, стекао је 15 секунди предности, након чега је напао Иго Ул, а затим и Скјелмосе, који је покушао да се одвоји заједно са Скујиншом, али су достигнути. Скјелмосе је напао на 12  до циља и када је прешао линију циља за последњи круг имао је седам секунди предности, након чега је повећавао предност и побиједио је два минута и 20 секунди испред трочлане групе коју је одспринтао Паулес. Сезону је наставио на класицима у Канади, гдје је на Гран при сајклисте де Квебеку, по мишљењу медија, био највећи фаворит поред Матеја Мохорича и Тима Веленса. Трка је завршена спринтом велике групе, у којем је завршио на десетом мјесту, а побиједио је Де Ли. Два дана касније возио је Гран при сајклисте де Монтреал, гдје је Адам Јејтс напао на последњем прелазу преко успона Камилијен—Уд, на 10  до циља, што је пратио само Сиваков. Скјелмосе је остао у групи од седам возача, а затим је напао на успону Коте де ла Политехник у потјери за водећима, што су пратили Симоне Веласко и Мадуа, али су достигнути. Аранбуру је напао на последњем успону, за њим је кренуло још возача, док је Скјелмосе остао иза и завршио је на деветом мјесту, 29 секунди иза Адама Јејтса. Послије трке завршио је сезону, а изјавио је да за 2024. жели да копира тренинг тима Јумбо—визма и да иде у висински камп у фебруару.

### 2024.
На почетку 2024. тренирао је на успону Моунт Теиде, до вулкана Теиде на Тенерифима, а сезону је почео 24. фебруара на Фон Ардеше класику у Француској. Лидл—трек је радио на темпо на успону Сен Ромен де Лерпс, након чега је Скјелмосе напао на око 25 km до циља, што је пратио само Ајусо, а затим су их достигли Гал и Ромен Грегоар и стекли су минут предности испред пратилаца до последњих седам километара. Гал је отпао на последњем успону, али се вратио на спусту, а на дионици по равном до циља су имали и даље минут предности, али су престали да раде, гледали се међусобно и група је смањила њихову предност на неколико секунди у последњих 500 метара. Стигли су на циљ заједно, испред групе, Грегоар је почео први да спринта, обишао га је Ајусо, док је Скјелмосе завршио на трећем мјесту. Дан касније возио је Фон Дром класик, гдје се заједно са још пет возача одвојио на успону Коте де Робертс, на око 30  до циља. Стекли су преко минут предности испред групе, а на 4 km до циља је напао Ирши, што нико није пратио и брзо је стекао десет секунди предности. На последњем успону је напао Ајусо, а затим Ван Гилс и Барги, што Скјелмосе није пратио и завршио је на петом мјесту, 15 секунди иза Иршија. Послије трке продужио је уговор са тимом до краја 2026. истакавши да ће му фокус сезоне бити Вуелта а Еспања, а да ће 2025. возити Тур де Франс у борби за генерални пласман. Почетком марта возио је Париз—Ницу, гдје је био лидер тима. Екипни хронометар на трећој етапи тим Лидл—трек је завршио на 17 мјесту, минут и 15 секунди иза тима УАЕ тим емирејтс. На четвртој етапи, Буитраго је побиједио из бијега, а Лук Плап је завршио на другом мјесту. Евенепул је напао из главне групе на 300 метара до циља, што су пратили остали возачи, а након што је напао поново на 150 метара до циља пратио га је само Скјелмосе, који га је одспринтао и завршио на трећем мјесту, двије секунде испред групе од четири возача. Узео је четири секунде бонификације, а захваљујући времену које је надокнадио у односу на остале возаче, дошао је на 19 мјесто у генералном пласману, минут и по иза Плапа који је преузео лидерску мајицу након бијега. На шестој етапи, Роглич је напао на 30  до циља, што је пратио Макналти, а затим су их достигли и остали возачи. Јоргенсон је напао на 29,5 km до циља и стекао је 15 секунди предности до врха успона. Евенепул је напао на спусту, што је пратио Скјелмосе, а затим убрзао и отишао од њега; придружио му се Макналти и заједно су стигли до Јоргенсона. До краја су радили заједно, а у последњих 500 метара је возио на зачељу, након чега је почео први да спринта пред циљ на успону и побиједио је испред Макналтија, чиме је остварио прву побједу у сезони и дошао је на четврто мјесто у генералном пласману, 54 секунде иза Макналтија. На седмој етапи, Власов је напао на 4 km до циља, што нико није пратио. Евенепул је затим напао на 1,9 km до циља, што су пратили Јоргенсон, Роглич, Скјелмосе и Буитраго, док је лидер Макналти отпао. У финишу је отпао и Буитраго, а Скјелмосе је завршио на четвртом мјесту, изгубивши у спринту од Евенепула и Роглича и дошао је на треће мјесто у генералном пласману, 35 секунди иза Макналтија, престигавши Плапа. На последњој, осмој етапи, Евенепул је напао на 45,9 km до циља, на шта је први реаговао Скјелмосе, а затим Јоргенсон и Макналти, али су сви достигнути. На 43,6 km до циља поново је напао Евенепул, што је одмах пратио Јоргенсон, док су иза њих возили Власов и Макналти, а Скјелмосе је остао у групи иза са Рогличем. Власов је отишао од Макналтија и достигао водеће послије два километра, док је Скјелмосе напао из групе и достигао Макналтија, али су већ послије 15 километара имали минут заостатка, а на 10 km до циља су заостајали два минута. Власов је отпао од водећих у последњих десет километара, Скјелмосе је радио са Макналтијем, смањили су мало заостатак и завршио је на четвртом мјесту, минут и 40 секунди иза Евенепула и Јоргенсона, као и 50 секунди иза Власова и трку је завршио на четвртом мјесту у генералном пласману, два минута и 20 секунди иза Јоргенсона.
Почетком априла је возио Вуелту ал Паис Баско, за коју је изјавио да му је идеална припрема за арденске класике, који су му били највећи циљ током прољећа. Хронометар на првој етапи завршио је на трећем мјесту, десет секунди иза Роглича и три секунде иза Џеја Вајна. Другу етапу је завршио у групи, али је дошао на друго мјесто у генералном пласману, након што је Вајн задржан у паду који се десио на 5 km до циља и изгубио је 23 секунде. На трећој етапи је пао на треће мјесто у генералном пласману, након што је Евенепул узео три секунде бонификације на пролазном циљу. На четвртој етапи, због пада који се десио на 36 km до циља, трку су морали да напусте Роглич, Евенепул и Вингегор, а етапа је неутралисана и вријеме се није рачунало за генерални пласман. Због тога што су трку напустили Роглич и Евенепул, који су били на прва два мјеста у генералном пласману, Скјелмосе је преузео лидерску мајицу, о чему је изјавио да нема шта да слави и да не размишља о мајици. На последњој, шестој етапи, Солер је напао на средини етапе, Тео Гејган Харт је радио у групи, након чега је Карлос Родригез напао на 30  до циља, на шта је реаговао прво Скјелмосе, а онда и Ајусо, али су их достигли. По достизању је Ајусо напао, што је пратио Чавез, брзо су достигли Солера и стекли су 20 секунди предности. Родригез је кренуо за њима, док је Молема радио за Скјелмосеа, а након што је завршио, Скјелмосе је напао и до врха успона је достигао Родригеза, након чега су на спусту радили заједно и достигли су групу у којој је био Ајусо на 21 km до циља, а послије два километра су достигли Онлија који је био у бијегу и у групи на челу је било шест возача. Ајусо је напао на 16,7 km до циља, Скјелмосе је возио на чело групе, али није могао да га достигне, након чега је напао Родригез, који је брзо дошао до Ајуса, док је Скјелмосеа пратио Онли али није хтио да га мијења. Послије километар их је достигао Солер, када је Онли почео да ради на челу, али се предност повећала на 25 секунди на 14 km до циља, а затим на 35 секунди до врха последњег успона. Њихов заостатак се повећао на спусту и по равном до циља и завршио је на четвртом мјесту, 41 секунду иза Родригеза и Ајуса, након што га је на циљу одспринтао Солер и узео му четири секунде бонификације, због чега је трку завршио на трећем мјесту у генералном пласману, 43 секунде иза Ајуса, као и секунду иза Родригеза. Дана 14. априла возио је Амстел голд рејс, гдје је на 36 km до циља напао Карапаз, што је одмах пратио Ван дер Пул, а затим и остали возачи. На 35 km до циља напао је Ирши, што су пратили Молема, Роџер Адрија и Мадуа, а затим су их достигли Пидкок, Маури Вансевенант, Билбао и Бенот. Они су стекли 51 секунду предности на 21 km до циља, а на успону Кауберг више возача је нападало и били су подијељени у неколико група, али су се групе спојиле иза водећих и смањили су заостатак али нису могли да их достигну. Скјелмосе је завршио на 17 мјесту, у групи која је дошла на циљ 11 секунди иза деветорице возача, а гдје је Пидкок побиједио. Три дана касније возио је Флеш Валон, али је због велике кише и хладноће напустио трку на 40 km до циља, током другог од четири прелаза преко успона Мур де Иј, када је стао са стране, а затим су га чланови тима однијели до подијума, гдје су му указали помоћ јер је показивао знаке хипотермије. Дана 21. априла возио је Лијеж—Бастоњ—Лијеж, гдје је Погачар напао на 35 km до циља, на успону Коте де ла Редут, што нико није пратио, док је Скјелмосе отпао и од прве групе пратилаца и завршио је на 28 мјесту, скоро четири минута иза Погачара.
Послије паузе, у јуну је возио Тур де Свис, гдје је хронометар дуг 4,7 km на отварању завршио на 12 мјесту, 11 секунди иза Ива Лампара. На трећој етапи, гдје су у финишу вожена два кратка успона, Ирши је напао на 3  до циља и имао је шест секунди предности у последњем километру, када је група убрзала и достигла га. У спринту на успону се група раздвојила, Скјелмосе је завршио на осмом мјесту, три секунде иза групе од седам возача у којој је његов сувозач Тибо Нис побиједио у спринту, а након што су други возачи изгубили вријеме, дошао је на седмо мјесто у генералном пласману, девет секунди иза Бетиола. На четвртој етапи, Валентен Паре Пентре је напао на последњем успону на 7 km до циља, али је достигнут послије 500 метара, након чега је Исак дел Торо изашао да ради на челу групе. Адам Јејтс је напао на 4,1 km до циља, Онли и Гал су кренули за њим, али нису могли да прате темпо и остали возачи су их достигли, а предност Јејтса се повећала на десет секунди. Скјелмосе је напао на 3  до циља, што је одмах пратио Јејтсов сувозач Алмеида, који га није мијењао и предност се повећавала. На циљу је одспринтао Алмеиду и завршио је на трећем мјесту, 48 секунди иза Торстејна Трена који је побиједио из бијега, као и 25 секунди иза Јејтса, а након што је надокнадио вријеме у односу на друге возаче, дошао је на треће мјесто у генералном пласману, са истим временом као другопласирани Алмеида, 26 секунди иза Јејтса и преузео је мајицу за лидера класификације за најбољег младог возача од Фина Фишер Блака. На петој етапи, возио је на последњем мјесту у групи када је Алмеида изашао да ради на темпо, а затим је отпао на 5,7 km до циља, када су Келдерман, Сијен Ојтебрукс и Пелајо Санчез који су били испред изгубили прикључак са групом. Келдерман је радио за Ојтебрукса неко вријеме, а затим је отпао, након чега је и Скјелмосе отпао од Ојтебрукса, а затим га је престигао Дел Торо који је отпао раније када је завршио са радом за Јејтса на челу групе. Етапу је завршио на 13 мјесту, минут и по иза Јејтса, због чега је пао на шесто мјесто у генералном пласману, као и на друго мјесто у класификацији за најбољег младог возача, 24 секунде иза Метјуа Ричитела. На шестој етапи, након што је Дел Торо завршио са радом на челу групе, Јејтс је напао на 3,5 km до циља, што нико није пратио, а затим је Скјелмосе изашао на чело групе да ради на достизању, што су пратили само Еган Бернал и Алмеида. Бернал је напао на 1,7 km до циља, Скјелмосе је радио на темпо и достигао га са Алмеидом, који је затим напао у последњем километру и достигао Јејтса. Скјелмосе и Бернал су радили заједно али нису могли да их достигну, а у последњих 200 метара је почео да спринта, отишао је од Бернала и завршио је на трећем мјесту, девет секунди иза Алмеиде, а након што је надокнадио вријеме у односу на друге возаче, дошао је на четврто мјесто у генералном пласману и поново је преузео мајицу за лидера класификације за најбољег младог возача, 18 секунди испред Ричитела. На седмој етапи, Гал је напао на 4,3 km до циља, што нико није пратио. Алмеида је напао на 3  до циља, на шта није нико реаговао одмах, након чега је за њим кренуо Ричитело, што је пратио Јејтс, а затим Келдерман и достигли су прво Алмеиду, а онда и Гала који је одмах отпао. Алмеида и Јејтс су возећи на темпо отишли од друге двојице возача, док је Скјелмосе возио у групи, коју је одспринтао на циљу и завршио је на петом мјесту, 16 секунди иза Јејтса и Алмеиде, као и двије секунде иза Ричитела, који је такође узео четири секунде бонификације. Пред хронометар дуг 15,7 km на последој, осмој етапи, имао је 12 секунди испред Ричитела у класификацији за најбољег младог возача, као и минут иза трећепласираног Бернала у генералном пласману, а изјавио је да вјерује да може да побиједи на хронометру. На првом пролазном мјерењу, након 5,2 km до равном, имао је 17 најбоље вријеме, 29 секунди иза Хејтера, а такође је заостајао седам секунди иза Бернала, након чега је на другом пролазном мјерењу, на 12,5 km, поставио најбоље вријеме, мање од секунде испред Јејтса, као и 33 секунде испред Бернала. До краја је изгубио вријеме у односу на Алмеиду и Јејтса и завршио је на трећем мјесту, 20 секунди иза Алмеиде, али је завршио минут и десет секунди испред Бернала и трку је завршио на трећем мјесту у генералном пласману, три минута иза Јејтса, уз освојену класификацију за најбољег младог возача. Сезону је наставио на националном првенству, гдје је хронометар завршио на другом мјесту, двије секунде иза Јохана Прајс Пејтерсена, који је потом дисквалификован јер је на кратком дијелу возио по бициклистичкој стази умјесто по друму, што му је по мишљењу судија дало неправедну предност на једној од кружних раскрсница и побједа је припала Скјелмосеу. Он је изјавио да је понудио Пејтерсену да обојица приме златну медаљу и да обојица носе мајицу првака. Два дана касније возио је друмску трку, коју је завршио преко два минута иза Расмуса Сејберг Педерсена који је побиједио у спринту прве тројице возача. Дана 27. јула, возио је хронометар на Олимпијским играма, који је завршио на 14 мјесту, минут и 45 секунди иза Евенепула. Недељу дана касније возио је друмску трку, гдје је Евенепул напао на 72 km до циља, на успону Коте де Бевре, али је група пратила, након чега је Евенепул напао поново на успону Коте ди Пав де Гарде, на 67 km до циља, што су пратили Јоргенсон и Бетиол, док је Стефан Кинг радио на челу групе и достигли су их. Нилс Полит је напао на 57 km до циља, што су пратили Мадуа и још четири возача; Евенепул и Стојвен су предводили групу до њих, али су успорили и они су стекли 25 секунди предности. Њихова предност се повећала на минут, након чега су у групи почели да раде Бенот и Скјелмосе за Белгију и Данску. Ван дер Пул је напао на 46  до циља, што је одмах пратио Ван Арт, а затим су до њих дошли Јоргенсон, Алафилип и Томс Скујинш. Стекли су 13 секунди предности, али Алафилип није хтио да ради, због чега су и остали возили мало спорије и достигли су их Педерсен, Стивен Вилијамс и Макналти, а затим дио возача који су такође напали из главне групе. Евенепул је напао на 38 km до циља, што нико није могао да прати и брзо је достигао групу испред, затим је возио на темпо и отпали су сви осим Мадуа. Ван Барле је радио на темпо за Холандију, а затим је напао Ван дер Пул, што су пратили Ван Арт, Алафилип, Јоргенсон и Педерсен, али су их достигли. Ван дер Пул је напао поново, што није нико одмах пратио, након чега су Лапорт, Педерсен и Јоргенсон кренули у потјеру за њим, а затим су их достигли Алафилип, Ван Арт и Метјуз и стигли су до Ван дер Пула. На 25 km до циља је напао Јоргенсон, што је пратио Кристоф Лапорт, док Скјелмосе није могао да прати темпо других возача који су нападали и завршио је на 17 мјесту, у групи која је дошла на циљ два минута и 13 секунди иза Евенепула.
Средином августа стартовао је Вуелта а Еспању, гдје је био лидер тима, а возили су још Гејган Харт и Чиконе. Хронометар на првој етапи завршио је на 13 мјесту, 22 секунде иза Макналтија, а на трећој, спринтерској етапи, напредовао је за једно мјесто у генералном пласману, након што је Тарлинг изгубио вријеме. На четвртој етапи, Сиваков је напао на последњем успону на 4,8 km до циља, али је достигнут, након чега је Роглич изашао да ради на темпо на 4 km до циља и возачи су отпадали један по један. Гал је напао на 3,8  до циља, за њим су кренули Роглич, Мас и Ван Етвелт, док Скјелмосе није могао да прати ни друге возаче и завршио је на 16 мјесту, 43 секунде иза прве групе у којој је Роглич побиједио у спринту, али је надокнадио вријеме у односу на друге возаче и дошао је на осмо мјесто у генералном пласману, 58 секунди иза Роглича. На шестој етапи, Бен о Конор је побиједио из бијега четири и по минута испред Марка Фрига, као и шест и по минута испред главне групе, чиме је преузео лидерску мајицу скоро пет минута испред Роглича, док је Скјелмосе пао на десето мјесто у генералном пласману, након што га је из бијега прескочио и Флоријан Липовиц. На осмој етапи, Роглич је напао на последњем успону на 3,8  до циља, на шта је први реаговао О Конор, а затим и остали возачи. Роглич је напао поново на 2,5 km до циља, што је пратио Мас, а затим је Карапаз предводио групу од шест возача до њих, гдје је Скјелмосе возио на зачељу. Роглич је напао поново на 1,8 km до циља, што је пратио само Мас, а затим су за њима кренули Ланда па Антонио Тибери. Скјелмосе је возио у мањој групи у којој је Гал радио за О Конора, али је брзо отишао од њих и завршио је на петом мјесту, заједно са Карлосом Родригезом, 21 секунду иза Роглича и Маса, а након што је неколико возача изгубило вријеме, дошао је на осмо мјесто у генералном пласману, као и на треће мјесто у класификацији за најбољег младог возача, 24 секунде иза Тиберија. На деветој етапи, отпао је на другом прелазу преко успона Алто де Азаланас, на око 27 km до циља, заједно са Сепом Кусом и Кристијаном Родригезом, са којима је возио до краја и завршио је преко седам минута иза Адама Јејтса који је побиједио из бијега, као и скоро два минута иза групе фаворита, због чега је пао на 13 мјесто у генералном пласману, седам минута иза О Конора, а у класификацији за најбољег младог возача заостајао је минут и 50 секунди иза Липовица, као и минут и 20 секунди иза Карлоса Родригеза. Послије етапе изјавио је да је било јако вруће, да се осјећао лоше већ током првог преласка преко успона и да је знао да ће отпасти на другом прелазу, након чега је само покушавао да лимитира губитак. На етапи 11, Роглич је напао на 8 km до циља, што је у почетку пратио само Мас, а затим их је достигло још возача, међу којима је био и Скјелмосе, који је на циљу одспринтао групу и дошао на 12 мјесто у генералном пласману, након што је Сиваков изгубио вријеме, а такође је надокнадио скоро 40 секунди испред Липовица. На етапи 13, Власов и Мартинез су радили на темпо на последњем успону, након чега је Роглич напао, што су у почетку пратили само Мас и Кус, а за њима је кренуо Ланда, па Скјелмосе и Карлос Родригез, који су престигли Куса, а затим и Маса. Пред циљ је напао и завршио је шест секунди испред Родригеза, као и 17 секунди испред Липовица и дошао је на 11 мјесто у генералном пласману, прескочивши Џорџа Бенета. На етапи 15, Ланда је напао на 6 km до циља, што је пратио О Конор, затим и остали. Липовац је радио на темпо за Роглича и одвојили су се од групе на 2 km до циља, а затим је Липовиц отпао. Скјелмосе је напао из групе иза, престигао је Липовица и завршио је пет секунди иза Роглича и Маса, 35 секунди испред Липовица, као и минут испред Карлоса Родригеза. Након што је надокнадио вријеме у односу на Гала и Адама Јејтса, дошао је на девето мјесто у генералном пласману и смањио је заостатак на 18 секунди иза Липовица у класификацији за најбољег младог возача, као и на десет секунди иза Родригеза. На етапи 16, Ланда је напао у последњих десет километара, на успону Лагос де Ковадонга, што није нико одмах пратио, а иза њега су на темпо возили Роглич, Мас, Карапаз, Году и Кус, док је Скјелмосе возио на челу групе иза њих, у којој су били Адам Јејтс и Карлос Родригез. Из прве групе су отпали Ланда и Кус, које је престигао возећи заједно са Родригезом, а затим је у финишу напао, отишао од Родригеза и достигао Годуа. Етапу је завршио пет секунди иза Роглича, Маса и Карапаза, а четири секунде испред Родригеза, као и 45 секунди испред Липовица, којег је прескочио и дошао на осмо мјесто у генералном пласману, као и на друго мјесто у класификацији за најбољег младог возача, седам секунди иза Родригеза, а 25 секунди испред Липовица. На етапи 18, Карапаз је напао на успону Пуерто де Ерера, на преко 40 km до циља, због чега је Ланда отпао, док су остали возачи из првих десет пратили. Скјелмосе је завршио у групи и дошао је на седмо мјесто у генералном пласману након што је Ланда изгубио преко три минута. На етапи 19, Мартинез и Власов су радили на темпо за Роглича на последњем успону Алто де Монкалвиљо, а након што је Мартинез појачао темпо, пратили су га само Власов и Роглич, док су остали возили својим темпом. Роглич је наставио сам у последњих пет километара, док је Мас напао из групе на 3,6 km до циља, што није нико пратио. Году је напао у последњем километру, Скјелмосе је кренуо за њим, достигао је Маса на 150 метара до циља и обишао га, чиме је завршио етапу на трећем мјесту, 46 иза Роглича, у истом времену као Году, којег је скоро достигао на циљу. Такође је завршио 11 секунди испред Родригеза и узео је четири секунде бонификације за треће мјесто, захваљујући чему је дошао на шесто мјесто у генералном пласману и преузео је бијелу мајицу за лидера класификације за најбољег младог возача, осам секунди испред Родригеза. На етапи 20, Квик-степ је радио на челу на почетку успона Пуерто де лос Торнос и на 35 km до циља се издвојила група од четири возача, у којој је Матија Катанео радио за Ланду, што су пратили само Адриа и Роглич, након чега их је достигло још возача, док је Скјелмосе заостајао 16 секунди, а Родригез је био у групи иза њега. Скјелмосе је успио да се врати у главну групу на око 30  до циља, када је напао Сиваков, док се заостатак Родригеза повећао на преко минут. У последњих 15 километара, Сиваков је имао минут и 15 секунди предности, док је Родригез заостајао преко два минута иза групе. Адриа је изашао да ради на темпо на почетку успона Пикон Бланко и одмах су отпали Адам Јејтс и Скјелмосе, који се вратио у групу након што је Адриа завршио са радом. Еди Данбар је напао на 5 km до циља, због чега је Липовиц отпао, а затим је и Скјелмосе отпао у последња три километра. Липовиц га је достигао и завршили су етапу заједно, 37 секунди иза Роглича, али преко пет минута испред Карлоса Родригеза и пред последњу етапу је имао минут и десет секунди предности испред Липовица у класификацији за најбољег младог возача. Хронометар на последњој етапи завршио је на осмом мјесту, минут иза Стефана Кинга, али девет секунди испред Липовица, као и преко минут испред Годуа, којег је прескочио и Вуелту је завршио на петом мјесту у генералном пласману, пет минута и 50 секунди иза Роглича, уз освојену класификацију за најбољег младог возача, минут и 16 секунди испред Липовица. Послије трке изјавио је да не може ни да замисли шта је остварио, да се спремао за трку од септембра 2023. и да је надреално што је успио да освоји бијелу мајицу.
Десет дана послије Вуелта а Еспање стартовао је Тур оф Луксембург, гдје је на другој етапи учествовао у паду послије 20 километара и морао је да напусти трку, а накнадно је утврђено да нема озбиљнијих повреда. Дана 29. септембра возио је друмску трку на Свјетском првенству, гдје је био лидер Данске, а дан прије трке изјавио је да се опоравио од повреда након пада на Тур де Луксембургу, да је тренирао јако у Данској и да је спремнији него што би био да је наставио да вози у Луксембургу. Јутро прије почетка трке, за доручком је направио нагли покрет због којег су га забољела леђа, а из тима су објавили да је добио терапију и да може да вози и сједи на бициклу. Послије 60 километара је напустио трку због бола у леђима, а касније је објавио да је снимком утврђено да има дискус хернију и завршио је сезону.

## Стил вожње
Највише воли да вози хронометар, а изјавио је да увијек говори о различитим гумама, побољшању аеродинамике, исхрани и различитим приступима тренингу, да му се свиђа техничка страна спорта и да је због тога заинтересован за формулу 1, због свих ситних детаља који долазе са њом. По доласку у тим Трек—сегафредо као стажер 2020. спортски директор Маркел Иризар изјавио је да је он добар брдаш и солидан хронометраш, да је доста издржљив и да се брзо опоравља. Током јуниорске каријере возио је доста калдрмисаних трка, али је истакао да без обзира на то себе види више као возача који се бори за генерални пласман. Изјавио је да када је вријеме лоше, пада киша или је температура испод нуле, размишља о 90% такмичара који би одрадили остали код куће или о осталих 9% који би скратили своју вожњу и да га то мотивише да буде у 1% оних који би одрадили цијели тренинг, а онда још мало преко.

## Приватни живот
Са својом дјевојком живи у Амагеру, гдје је и одрастао, а живи близу родитеља. Његова мајка је током 2022. имала болове у ушима, али доктори нису могли да утврде шта је у питању. Он је истакао да је на боловању јер због болова не може да ради и да му је циљ да заради довољно новца како би она могла да се пензионише.
Истакао је да му је Ленс Армстронг један од омиљених возача кроз историју, за кога је изјавио да сматра да је најбољи гранд тур возач икада.

## Резултати на тркама

### Резултати на гранд тур тркама
| Гранд тур трке  | 2020. | 2021. | 2022. | 2023. | 2024. |
| --------------- | ----- | ----- | ----- | ----- | ----- |
| Ђиро д’Италија  | —     | —     | 40    | —     | —     |
| Тур де Франс    | —     | —     | —     | 29    | —     |
| Вуелта а Еспања | —     | —     | —     | —     | 5     |

### Резултати на главним етапним тркама
| Етапне трке          | 2020. | 2021. | 2022. | 2023. | 2024. |
| -------------------- | ----- | ----- | ----- | ----- | ----- |
| Париз—Ница           | —     | —     | —     |       | 4     |
| Тирено—Адријатико    | —     | —     | —     | —     | —     |
| Вуелта а Каталуња    |       | 83    | 16    | —     | —     |
| Вуелта ал Паис Баско | —     | —     | 17    | 3     |       |
| Тур де Романди       | 15    | —     | —     | —     |       |
| Критеријум ди Дофине | —     | 21    | —     | —     | —     |
| Тур де Свис          |       | —     | —     | 1     | 3     |

### Резултати на класицима
| Монументални класици           | 2020. | 2021. | 2022. | 2023. | 2024. |
| ------------------------------ | ----- | ----- | ----- | ----- | ----- |
| Милано—Санремо                 | —     | —     | —     | —     | —     |
| Ронде ван Фландерен            | —     | —     | —     | —     | —     |
| Париз—Рубе                     |       | —     | —     | —     | —     |
| Лијеж—Бастоњ—Лијеж             | —     | —     | 66    | 9     | 28    |
| Ђиро ди Ломбардија             | —     | —     |       | —     | —     |
| Остали класици                 | 2020. | 2021. | 2022. | 2023. | 2024. |
| Кадел Еванс рејс               | —     | —     | —     | —     | —     |
| Омлоп хет Нијувсблад           | —     | —     | —     | —     | —     |
| Страде Бјанке                  | —     | —     | —     | —     | —     |
| Класик Бриж—Де Пане            | —     | —     | —     | —     | —     |
| Е3 Саксо банк                  |       | —     | —     | —     | —     |
| Гент—Вевелгем                  | —     | —     | —     | —     | —     |
| Дварс дор Фландерен            |       | —     | —     | —     | —     |
| Амстел голд рејс               |       | —     | —     | 8     | 17    |
| Флеш Валон                     | —     | —     | 18    | 2     |       |
| Ешборн—Франкфурт               | —     | —     | —     | —     | —     |
| Класика де Сан Себастијан      |       | —     | 8     | —     | —     |
| Хамбург сајкласик              | —     | —     | —     | —     | —     |
| Бретање класик                 | —     | 41    | —     | —     | —     |
| Гран при сајклисте де Квебек   |       |       | —     | 10    | —     |
| Гран при сајклисте де Монтреал | —     | 9     | —     |       |       |
| Фон Ардеше класик              | —     | —     | —     | 3     | 3     |
| Фон Дром класик                | —     | —     | —     | 6     | 5     |
| Гран при Мигел Индураин        | —     | —     | —     | 3     | —     |
| Брабантсе пајл                 | 46    | —     | —     | —     | —     |
| Мериленд сајклинг класик       | —     | —     | —     | 1     | —     |
| Копа Берноки                   | —     | 50    | —     | —     | —     |
| Тре вали Варезине              |       | —     | 89    | —     |       |
| Гран Пијемонте                 | —     | 131   | —     | —     | —     |

### Резултати на Олимпијским играма
| Олимпијске игре     | 2024. |
| ------------------- | ----- |
| Друмска трка        | 17    |
| Вожња на хронометар | 14    |

### Резултати на Свјетском првенству
| Свјетско првенство у друмској вожњи | 2020. | 2021. | 2022. | 2023. | 2024. |
| ----------------------------------- | ----- | ----- | ----- | ----- | ----- |
| Друмска трка                        | —     | —     | 10    | 14    |       |
| Вожња на хронометар                 | —     | —     | —     | —     | —     |

### Резултати на Европском првенству
| Европско првенство у друмској вожњи | 2020. | 2021. | 2022. | 2023. | 2024. |
| ----------------------------------- | ----- | ----- | ----- | ----- | ----- |
| Друмска трка                        | —     | —     | —     | —     | —     |
| Вожња на хронометар                 | —     | —     | —     | —     | —     |

### Резултати на националном првенству
| Првенство САД       | 2020. | 2021. | 2022. | 2023. | 2024. |
| ------------------- | ----- | ----- | ----- | ----- | ----- |
| Друмска трка        | 34    | 10    | 8     | 1     | 67    |
| Вожња на хронометар | —     | 15    | 3     | 2     | 1     |

| — | Није учествовао |
|   | Није завршио    |
|   | Није одржано    |
|   | Нема резултата  |